# غريغوري لاكومب
غريغوري لاكومب (بالفرنسية: Grégory Lacombe)‏ (مواليد 11 يناير 1982 في ألبي - فرنسا) لاعب كرة قدم فرنسي يلعب حاليا لصالح نادي الدرجة الأولى مونبيلييه الفرنسي منذ 2007 في مركز الوسط المحوري .

## روابط خارجية
- غريغوري لاكومب على موقع قاعدة بيانات كرة القدم.إي يو (الإنجليزية)
- غريغوري لاكومب على موقع ليكيب (الفرنسية)
- غريغوري لاكومب على موقع كووورة